# Aenictocoris powelli
Aenictocoris powelli är en insektsart som beskrevs av Woodward 1956. Aenictocoris powelli ingår i släktet Aenictocoris och familjen Aenictopecheidae. Inga underarter finns listade i Catalogue of Life.